# Douglas Applegate

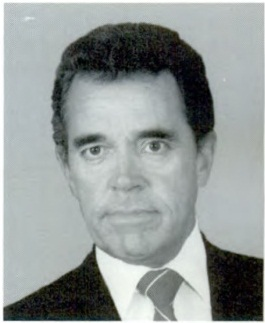
Douglas Applegate (1993)

Douglas Applegate (* 27. März 1928 in Steubenville, Ohio; † 7. August 2021 in Spring Hill, Florida) war ein US-amerikanischer Politiker der Demokratischen Partei. Von 1977 bis 1995 vertrat er den 18. Kongressdistrikt des Bundesstaates Ohio im US-Repräsentantenhaus.

## Biografie

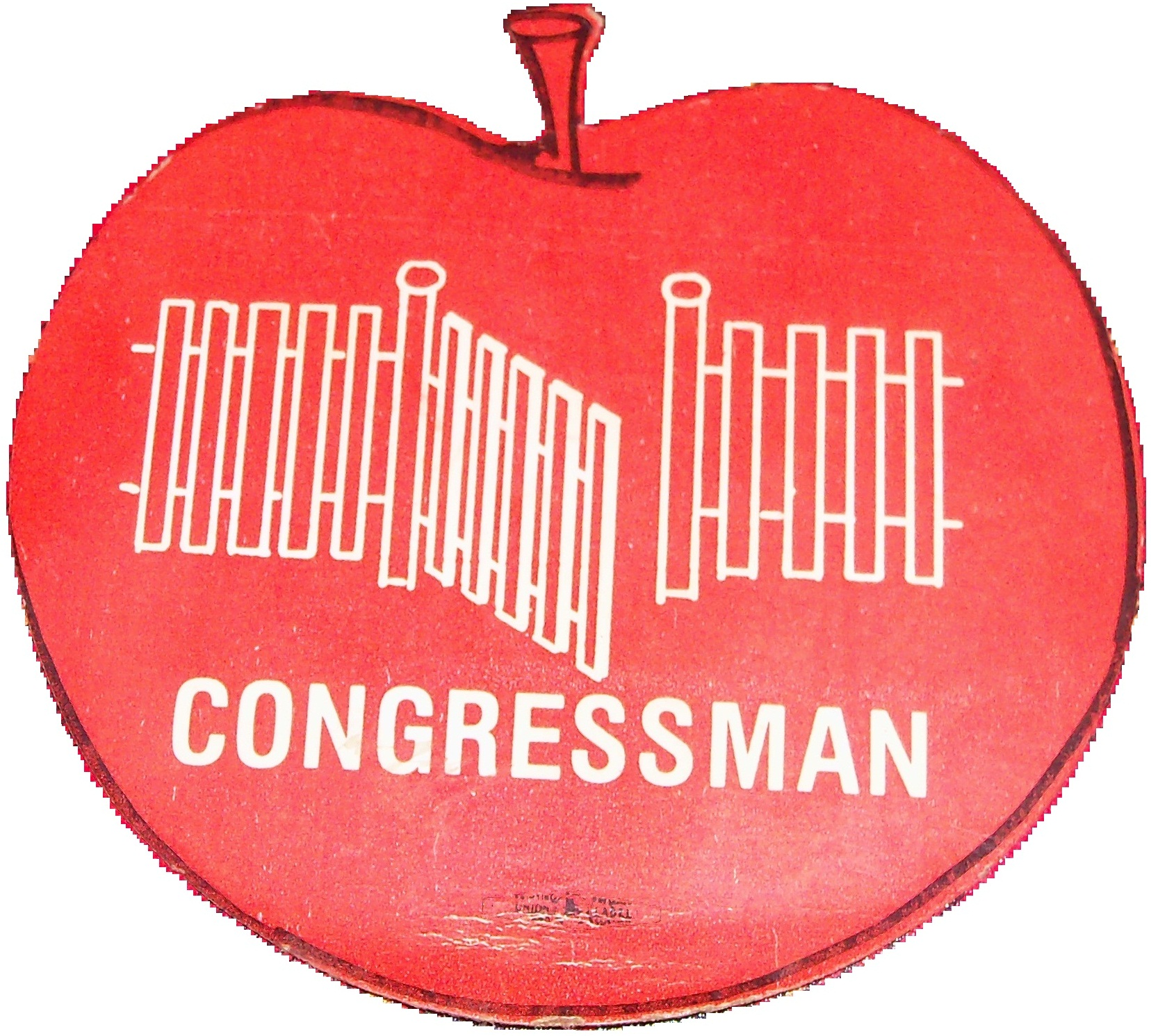
Sticker zur Kandidatur von Douglas Applegate 1976

Douglas Applegate wurde in Steubenville geboren. Er besuchte dort die öffentlichen Schulen und erlangte den High-School-Abschluss 1947 an der Steubenville High School. Daraufhin war er als Immobilienmakler tätig. Von 1961 bis 1968 war er Abgeordneter im Repräsentantenhaus von Ohio. Im Anschluss daran war er bis 1974 Mitglied des Staatssenats.
Als Nachfolger des nicht mehr kandidierenden Wayne Hays wurde er bei den Kongresswahlen 1976 als Vertreter des 18. Distrikts von Ohio ins US-Repräsentantenhaus nach Washington, D.C. gewählt. Er diente insgesamt neun Legislaturperioden. Zu den Kongresswahlen 1994 kandidierte er nicht mehr.
Zuletzt lebte er von der Politik zurückgezogen in seiner Geburtsstadt.